# Escòla Gaston Fèbus
L’Escòla Gaston Fèbus est une association littéraire fondée en 1896 par un petit groupe d’écrivains béarnais et bigourdans, dont Michel Camélat et Simin Palay, et dont le nom fait référence à Gaston III de Foix-Béarn dit Gaston Fébus.

## Histoire
L‘Escòla est fondée en 1896 par Simin Palay, Michel Camélat, Adrien Planté, Pierre-Daniel Lafore, Jean-Victor Lalanne, Jean Eyt, Marius Bacquié-Fonade et Danton Cazelles. 
En 1896, Adrien Planté est nommé président, et il désigne Isidore Salles président d’honneur, le Docteur Dejeanne, Monseigneur Gassiat et l’abbé Labaigt-Langlade vice-présidents.

## Présentation
Depuis sa création, l'association porte l'intitulé « École » (Escole, comme la plupart des associations affiliées au Félibrige, devenu Escòla en graphie classique) ; ses objectifs principaux sont « l’étude et le développement de la langue et de la littérature occitanes d’expression gasconne ». 
Le château de Mauvezin (Hautes-Pyrénées), achevé au XIVe siècle par Gaston Febus, est propriété de l'association Escòla Gaston Febus depuis 1907. Cependant le siège social et l'adresse de l'association sont situés à Pau. Le président (captau) en est Maurice Romieu, ancien professeur à l’Université de Pau,.
Dès 1897, l’association lance une revue Reclams de Biarn e Gascougne (« Échos de Béarn et Gascogne », destinée à faire connaître la vie de l’association et de publier des textes littéraires.
Par ailleurs, l’Escòla Gaston Fèbus a édité des livres importants, comme le Dictionnaire toponymique des communes du Béarn de Michel Grosclaude.

## Revue
Pendant plus d’un demi-siècle, sous l’impulsion des fortes personnalités de Simin Palay et Michel Camelat, l’Escòla a poursuivi le projet élaboré en 1896, et la revue Reclams a été pendant les années 1920 et 1930 une revue de très grande qualité littéraire et scientifique. 
Après les morts de Camelat (1962) et de Palay (1965), la revue a continué à paraître sans évoluer notablement. À partir de 1984, avec l’arrivée à la tête de la rédaction de Jean Salles-Loustau et d’une nouvelle équipe, elle s’est modernisée, a adopté la graphie classique et a pris le nom de Reclams.